# Hjem til Alle alliancen
Hjem til Alle alliancen blev etableret i januar 2016. Alliancen består af 12 medlemsorganisationer, som arbejder for at forebygge og reducere hjemløshed blandt unge i Danmark. Alliancen drives af et sekretariat, der har ansvaret for den daglige administration og ledelse. Vibe Klarup er nuværende sekretariatschef. Organisationen har adresse på Otto Mønsteds Gade 5, 1571 København V.